# Onthophagus bateke
Onthophagus bateke là một loài bọ cánh cứng trong họ Bọ hung (Scarabaeidae).